# Halle Open 2003 - Qualificazioni singolare
Le qualificazioni del singolare dell'Halle Open 2003 sono state un torneo di tennis preliminare per accedere alla fase finale della manifestazione. I vincitori dell'ultimo turno sono entrati di diritto nel tabellone principale. In caso di ritiro di uno o più giocatori aventi diritto a questi sono subentrati i lucky loser, ossia i giocatori che hanno perso nell'ultimo turno ma che avevano una classifica più alta rispetto agli altri partecipanti che avevano comunque perso nel turno finale.
Le qualificazioni del torneo Halle Open 2003 prevedevano 32 partecipanti di cui 4 sono entrati nel tabellone principale.

## Teste di serie
1. Kristof Vliegen (secondo turno)
2. Ivo Heuberger (ultimo turno)
3. Igor' Kunicyn (primo turno)
4. Lovro Zovko (ultimo turno)

1. David Prinosil (Qualificato)
2. Yves Allegro (Qualificato)
3. Uros Vico (primo turno)
4. Marco Chiudinelli (primo turno)

## Qualificati
1. Jean-Claude Scherrer
2. Frédéric Niemeyer

1. David Prinosil
2. Yves Allegro

## Tabellone

### Legenda
| - Q = Qualificato - WC = Wild card - LL = Lucky loser | - ALT = Alternate - SE = Special Exempt - PR = Protected Ranking | - w/o = Walkover - r = Ritirato - d = Squalificato |

### Sezione 1
|  | Primo turno          | Primo turno          | Primo turno          | Primo turno | Primo turno |  |  | Secondo turno   | Secondo turno        | Secondo turno        | Secondo turno   | Secondo turno  |   |   | Ultimo turno         | Ultimo turno         | Ultimo turno         | Ultimo turno | Ultimo turno |  |
|  |                      |                      |                      |             |             |  |  |                 |                      |                      |                 |                |   |   |                      |                      |                      |              |              |  |
|  | 1                    | Kristof Vliegen      | Kristof Vliegen      | 6           | 6           |  |  |                 |                      |                      |                 |                |   |   |                      |                      |                      |              |              |  |
|  |                      | Andre Begemann       | Andre Begemann       | 3           | 3           |  |  | 1               | Kristof Vliegen      | Kristof Vliegen      | 3               | 4              |   |   |                      |                      |                      |              |              |  |
|  | Jean-Claude Scherrer | Jean-Claude Scherrer | Jean-Claude Scherrer | 6           | 6           |  |  |                 | Jean-Claude Scherrer | Jean-Claude Scherrer | 6               | 6              |   |   |                      |                      |                      |              |              |  |
|  | Dario Pizzato        | Dario Pizzato        | Dario Pizzato        | 3           | 4           |  |  |                 |                      |                      |                 |                |   |   | Jean-Claude Scherrer | Jean-Claude Scherrer | Jean-Claude Scherrer | 6            | 6            |  |
|  | Sergej Krotjuk       | Sergej Krotjuk       | 64                   | 7           | 7           |  |  |                 |                      | Sergej Krotjuk       | Sergej Krotjuk  | Sergej Krotjuk | 3 | 2 |                      |                      |                      |              |              |  |
|  | Fabian Roetschi      | Fabian Roetschi      | 7                    | 65          | 6(0)        |  |  | Sergej Krotjuk  | Sergej Krotjuk       | Sergej Krotjuk       | Sergej Krotjuk  | 3              |   |   |                      |                      |                      |              |              |  |
|  |                      | Christian Vinck      | Christian Vinck      | 6           | 6           |  |  | Christian Vinck | Christian Vinck      | Christian Vinck      | Christian Vinck | 0r             |   |   |                      |                      |                      |              |              |  |
|  | 8                    | Marco Chiudinelli    | Marco Chiudinelli    | 4           | 3           |  |  |                 |                      |                      |                 |                |   |   |                      |                      |                      |              |              |  |

### Sezione 2
|  | Primo turno          | Primo turno          | Primo turno       | Primo turno | Primo turno |  |  | Secondo turno     | Secondo turno     | Secondo turno     | Secondo turno     | Secondo turno |   |   | Ultimo turno | Ultimo turno  | Ultimo turno | Ultimo turno | Ultimo turno |  |
|  |                      |                      |                   |             |             |  |  |                   |                   |                   |                   |               |   |   |              |               |              |              |              |  |
|  | 2                    | Ivo Heuberger        | 3                 | 6           | 6           |  |  |                   |                   |                   |                   |               |   |   |              |               |              |              |              |  |
|  |                      | Mark Hlawaty         | 6                 | 4           | 3           |  |  | 2                 | Ivo Heuberger     | Ivo Heuberger     | 6                 | 6             |   |   |              |               |              |              |              |  |
|  | Franz Stauder        | Franz Stauder        | 6                 | 4           | 6           |  |  |                   | Franz Stauder     | Franz Stauder     | 3                 | 4             |   |   |              |               |              |              |              |  |
|  | Benjamin Kohlloeffel | Benjamin Kohlloeffel | 4                 | 6           | 2           |  |  |                   |                   |                   |                   |               |   |   | 2            | Ivo Heuberger | 7            | 65           | 2            |  |
|  | Frédéric Niemeyer    | Frédéric Niemeyer    | Frédéric Niemeyer | 6           | 6           |  |  |                   |                   |                   | Frédéric Niemeyer | 68            | 7 | 6 |              |               |              |              |              |  |
|  | Tobias Raab          | Tobias Raab          | Tobias Raab       | 0           | 1           |  |  | Frédéric Niemeyer | Frédéric Niemeyer | Frédéric Niemeyer | 7                 | 6             |   |   |              |               |              |              |              |  |
|  |                      | Gabriel Trifu        | Gabriel Trifu     | 7           | 6           |  |  | Gabriel Trifu     | Gabriel Trifu     | Gabriel Trifu     | 5                 | 3             |   |   |              |               |              |              |              |  |
|  | 7                    | Uros Vico            | Uros Vico         | 6(1)        | 2           |  |  |                   |                   |                   |                   |               |   |   |              |               |              |              |              |  |

### Sezione 3
|  | Primo turno           | Primo turno           | Primo turno           | Primo turno           | Primo turno |  |  | Secondo turno      | Secondo turno      | Secondo turno  | Secondo turno  | Secondo turno |    |   | Ultimo turno | Ultimo turno       | Ultimo turno | Ultimo turno | Ultimo turno |  |
|  |                       |                       |                       |                       |             |  |  |                    |                    |                |                |               |    |   |              |                    |              |              |              |  |
|  |                       | Jonathan Erlich       | 3                     | 7                     | 6           |  |  |                    |                    |                |                |               |    |   |              |                    |              |              |              |  |
|  | 3                     | Igor' Kunicyn         | 6                     | 65                    | 4           |  |  | Jonathan Erlich    | Jonathan Erlich    | 6              | 3              | 4             |    |   |              |                    |              |              |              |  |
|  | Philipp Petzschner    | Philipp Petzschner    | Philipp Petzschner    | 7                     | 7           |  |  | Philipp Petzschner | Philipp Petzschner | 4              | 6              | 6             |    |   |              |                    |              |              |              |  |
|  | Alexander Schweizer   | Alexander Schweizer   | Alexander Schweizer   | 5                     | 5           |  |  |                    |                    |                |                |               |    |   |              | Philipp Petzschner | 3            | 7            | 1            |  |
|  | Fame Ketover          | Fame Ketover          | Fame Ketover          | Fame Ketover          | W-O         |  |  |                    |                    | 5              | David Prinosil | 6             | 68 | 6 |              |                    |              |              |              |  |
|  | Christopher Koderisch | Christopher Koderisch | Christopher Koderisch | Christopher Koderisch |             |  |  |                    | Fame Ketover       | Fame Ketover   | 0              | 1             |    |   |              |                    |              |              |              |  |
|  | 5                     | David Prinosil        | David Prinosil        | 6                     | 6           |  |  | 5                  | David Prinosil     | David Prinosil | 6              | 6             |    |   |              |                    |              |              |              |  |
|  |                       | Todor Enev            | Todor Enev            | 4                     | 3           |  |  |                    |                    |                |                |               |    |   |              |                    |              |              |              |  |

### Sezione 4
|  | Primo turno             | Primo turno             | Primo turno             | Primo turno | Primo turno |  |  | Secondo turno | Secondo turno           | Secondo turno           | Secondo turno | Secondo turno |   |   | Ultimo turno | Ultimo turno | Ultimo turno | Ultimo turno | Ultimo turno |  |
|  |                         |                         |                         |             |             |  |  |               |                         |                         |               |               |   |   |              |              |              |              |              |  |
|  | 4                       | Lovro Zovko             | Lovro Zovko             | 6           | 6           |  |  |               |                         |                         |               |               |   |   |              |              |              |              |              |  |
|  |                         | Martin Emmrich          | Martin Emmrich          | 1           | 4           |  |  | 4             | Lovro Zovko             | Lovro Zovko             | 6             | 6             |   |   |              |              |              |              |              |  |
|  | Serhij Stachovs'kyj     | Serhij Stachovs'kyj     | 2                       | 6           | 6           |  |  |               | Serhij Stachovs'kyj     | Serhij Stachovs'kyj     | 4             | 4             |   |   |              |              |              |              |              |  |
|  | Ulrich Tippenhauer      | Ulrich Tippenhauer      | 6                       | 1           | 2           |  |  |               |                         |                         |               |               |   |   | 4            | Lovro Zovko  | Lovro Zovko  | 4            | 1            |  |
|  | Kirill Ivanov-Smolensky | Kirill Ivanov-Smolensky | Kirill Ivanov-Smolensky | 7           | 7           |  |  |               |                         | 6                       | Yves Allegro  | Yves Allegro  | 6 | 6 |              |              |              |              |              |  |
|  | Martin Štěpánek         | Martin Štěpánek         | Martin Štěpánek         | 5           | 6(1)        |  |  |               | Kirill Ivanov-Smolensky | Kirill Ivanov-Smolensky | 0             | 62            |   |   |              |              |              |              |              |  |
|  | 6                       | Yves Allegro            | 6                       | 1           | 6           |  |  | 6             | Yves Allegro            | Yves Allegro            | 6             | 7             |   |   |              |              |              |              |              |  |
|  |                         | Răzvan Sabău            | 1                       | 6           | 2           |  |  |               |                         |                         |               |               |   |   |              |              |              |              |              |  |